# Elytroderma torres-juanii
Elytroderma torres-juanii är en svampart som beskrevs av Diam. & Minter 1979. Elytroderma torres-juanii ingår i släktet Elytroderma och familjen Rhytismataceae.   Inga underarter finns listade i Catalogue of Life.